# Leão de Judá (EP)
Leão de Judá é um EP ao vivo da cantora Marine Friesen, lançado em abril de 2020 pela gravadora MK Music.
O álbum foi gravado ao vivo na Igreja Batista Atitude[carece de fontes?], no Rio de Janeiro, e foi produzido pela própria cantora, em parceria com seu marido, Daniel Friesen.
Os primeiros singles a serem lançados foram "Eu Também", versão de Só Will I, da banda Hillsong United, "Tu és Fiel", "Como as Águas" e "Óleo de Alegria".

## Faixas
1. Óleo de Alegria
2. Leão de Judá
3. Milagres (Miracles)
4. Como as Águas
5. Tu és Fiel
6. Eu Também (Só Will I)

## Clipes
| Música              | Lançamento             |
| ------------------- | ---------------------- |
| Eu Também (Só Will) | 26 de julho de 2018    |
| Tu és Fiel          | 22 de abril de 2019    |
| Como as Águas       | 30 de setembro de 2019 |
| Óleo de Alegria     | 25 de novembro de 2019 |
| Leão de Judá        | 7 de abril de 2020     |
| Milagres (Miracles) | 12 de maio de 2020     |